# Cementerio simbólico
Un cementerio simbólico es un lugar destinado a conmemorar la memoria de personas que se presume su fallecimiento, debido a su desaparición y por ende, la ausencia de su cadáver. Éstos tienen su origen en la Región del Biobío, en el sur de Chile, donde en la actualidad se encuentran 14 de este tipo de cementerios, comúnmente en localidades costeras frente al océano Pacífico. La mayoría de los presuntos difuntos, son pescadores artesanales víctimas de naufragio. A diferencia de un cenotafio o más conocido como «tumba vacía», que suele ser erigido a modo de monumento conmemorativo o mausoleo en un espacio público, un cementerio simbólico es literalmente un camposanto en su composición, con tumbas individuales para recordar a cada difunto.

## Origen y características
De acuerdo a los historiadores, Víctor Rojas Farías y Berta Ziebrecht, el origen de estos cementerios se encuentra en un sincretismo cultural entre las costumbres de los mapuches lafquenches con las tradiciones cristianas de los criollos de religión católica. El primer cementerio simbólico fue el Cementerio Las Cruces, creado en 1650 y se encuentra ubicado en el sector Los Lobos de la comuna de Talcahuano.
Las tumbas, que se encuentran todas vacías, son en su estructura idénticas a cualquier cementerio local, aunque en términos prácticos, al no existir un muerto en su interior, cumple una función similar a la de una animita. En algunos casos, la creación de una de estas tumbas viene asociada a uná velación previa simbólica, donde se incluyen fotografías o las pertenencias de la persona presuntamente fallecida, con un posterior «funeral simbólico», donde sus deudos pueden realizar esta ceremonia como parte de su duelo, siguiendo sus propias tradiciones locales y religiosas, tal como si se tratara de un entierro a una persona real.

## Cementerios simbólicos
En la actualidad, existe registro de catorce cementerios simbólicos, entre los que destacan:
- Cementerio Las Cruces, Talcahuano (1650)
- Cementerio Simbólico de Punta Lavapie, Arauco
- Cementerio Simbólico de Caleta Tumbes
- Cementerio Simbólico de Pescadores de Lebu